# 天然記念物紀州犬保存会
一般社団法人天然記念物紀州犬保存会（てんねんきねんぶつきしゅうけんほぞんかい）は、文部科学省所管の社団法人。和歌山県を中心に紀州犬の保存活動を続けている。
保存活動の一環として、年に数度の展覧会を主催。第九十回全国紀州犬展覧会は和歌山県と和歌山市の後援を得て2023年2月12日に和歌山市内で開催されている。
2018年には紀州犬保存会から「皐月（さつき）」「絢芽（あやめ）」の紀州犬雌２匹が和歌山公園動物園に寄贈された。

## 概要
- 所在：和歌山県和歌山市
- 設立：1966年（昭和41年）4月6日